# أغسطس إف. ألين
أغسطس إف. ألين هو سياسي أمريكي، ولد في 13 ديسمبر 1813، وتوفي في 20 يناير 1875. نشط حزبياً في الحزب الديمقراطي والحزب الجمهوري. وقد انتخب عضو مجلس النواب الأمريكي ‏.